# ジョージ・カリー
ジョージ・カリー（英語: George Curry、1861年4月3日 - 1947年11月27日）は、アメリカ合衆国の軍人、政治家。第17代ニューメキシコ準州知事、連邦下院議員などを務めたほか、フィリピンの任命知事として南カマリネス州知事、イサベラ州知事、サマール州知事を歴任した。

## 経歴
1861年4月3日、ルイジアナ州ウェストフェリシアナ郡に住むジョージ・アレクサンダーとクララ・マッデン・カリーの長男として誕生。生後まもなくして南北戦争が開戦すると、南部の典型的な農家だったアレクサンダー家は社会の変化と経済状況の悪化に巻き込まれることとなる。父のジョージはバイユー・サラ（Bayou Sara）近郊でプランテーションの管理や経営を行なっており、一家は南北戦争後においても比較的安定していた生活を送っていた。しかし、1870年に父ジョージは殺害されてしまう。カリーは自伝で父親を殺した犯人について、父ジョージが生前からクー・クラックス・クランに所属し、地元で指導者的役割を担っていたことから、カーペットバッガー（南部に移住した北部人）に殺害されたのではないかと述べている。
その後所有する農園が洪水の被害を受けると、一家は母クララの姉を頼り、カンザス州ドッジシティに移った。当時12歳だったカリーはCharles Rath & Companyに雇われ、メッセンジャーボーイとして働き始めた。1879年に母クララが亡くなると、一家は離散。ジョージは友人のロートン大尉（Captain Lawton）の助言を受け、ニューメキシコ準州リンカーン郡の羊牧場で使い走りとして働き始めた。
ホテルや食料品店で働いた後、カリーはザ・ランド・グラント・カンパニー（The Land Grant Company）と小作農との間で起こった立ち退き闘争にカンパニー側として参加。この闘争は銃撃戦にまで発展し、カリーの弟ジョンは殺害され、カリーは16件もの罪状で逮捕された。その後、カリーは有罪判決を受け、懲役6週間の実刑と5ドルの罰金を支払うこととなった。
1880年代後半になってリンカーン郡に戻ると、政治の世界に足を踏み入れるようになる。1886年から1887年までリンカーン郡次席財務官として公職に就いた後、1888年に同郡書記、1890年に同郡税査定官、1892年に郡保安官としてそれぞれ選出された。1894年には準州上院議員に当選し、後に準州上院議長も務めた。1898年に米西戦争が勃発すると、第1合衆国義勇騎兵隊に所属し、中尉として従軍。なお、同隊の司令官を務めていたセオドア・ルーズベルトから影響を受け、もともと民主党を支持していたカリーは共和党支持者へと変わることになる。
米西戦争が終結するとカリーは地元ニューメキシコ準州に戻り、1899年にオテロ郡保安官に任じられる。しかし程なくして、カレーは兵士の徴募任務を任せられ、第11義勇騎兵隊としてアメリカ領となったフィリピンに渡ることになった。フィリピンでは、南カマリネス州知事、マニラ市警察署長、 イサベラ州知事、 サマール州知事を歴任。1907年にルーズベルトから第17代ニューメキシコ準州知事に任命された。1912年1月6日にニューメキシコ準州がニューメキシコ州として州に昇格すると、同州には連邦下院議員議席が2議席配分され、カリーがそのうちの1議席を獲得した。1912年の選挙を辞退したため、1913年に任期満了で議員を辞職した。
1910年代には政界から離れ、ソコロでホテルを経営していたが、1921年から2年間、ホルム・O・バーサム上院議員（ニューメキシコ州選出）の私設秘書を務めた後、1922年から1927年まで国境委員会（en）委員として活躍した。
1947年にアルバカーキで死去。サンタフェのナショナル・セメタリーに埋葬された。